# Jean Spangler
Pour les articles homonymes, voir Spangler.
Jean Elizabeth Spangler, née le 2 septembre 1923 et disparue le 7 octobre 1949, est une danseuse, modèle et actrice américaine qui est apparue dans des petits rôles dans plusieurs films hollywoodiens dans les années 1940. Elle attire l'attention du public après avoir mystérieusement disparu à l'automne 1949.
Née à Seattle, Washington, Spangler fait ses études secondaires à Los Angeles, en Californie, avant de commencer une carrière dans le cinéma en 1948, apparaissant comme danseuse dans plusieurs rôles non crédités, notamment dans  À toi pour la vie de Walter Lang (1948), la comédie Chicken Every Sunday (1949) et le drame musical La Femme aux chimères (1950).
Le soir du 7 octobre 1949, Spangler quitte son domicile de Los Angeles, en disant à sa belle-sœur qu'elle va voir son ex-mari avant d'aller travailler en tant que figurante sur un plateau de tournage. Elle est vue pour la dernière fois vivante dans une épicerie à quelques rues de chez elle vers 18 heures. Deux jours plus tard, le sac à main de Spangler dont les deux sangles ont été arrachées est découvert dans une région éloignée de Griffith Park, à environ 9 km de chez elle ; à l'intérieur se trouve une lettre adressée à un « Kirk », qui mentionne qu'elle va voir un médecin. Compte tenu du rôle récent de Spangler sur le film La Femme aux chimères avec Kirk Douglas, il appelle lui-même la police pour se dédouaner, leur disant qu'il était à Palm Springs à l'époque, ce que la police confirme.
La disparition de Spangler génère diverses théories, qui vont de sa mort présumée lors d'un avortement bâclé à sa fuite avec des gangsters de Los Angeles de sa connaissance.

## Jeunesse
Jean Spangler est née à Seattle, Washington. Elle fréquente la Franklin High School à Los Angeles, en Californie, et obtient son diplôme en 1941. Adolescente, Spangler danse au Earl Carroll Theatre et aux Florentine Gardens.
En 1942, Spangler épouse le fabricant Dexter Benner (1920-2007). Ils ont une fille, Christine (née le 22 avril 1944), et divorcent en 1946. Spangler et Benner se livrent alors à une longue bataille pour la garde de leur fille, jusqu'à ce que Spangler l'obtienne en 1948. Au moment de sa disparition, elle vit avec sa mère Florence, sa fille de cinq ans Christine, son frère Edward et sa belle-sœur Sophie, sur Colgate Avenue dans le complexe résidentiel Park La Brea près du Wilshire Boulevard.

## Disparition
Vendredi 7 octobre 1949, Spangler quitte son domicile à Los Angeles vers 17 heures. Elle laisse sa fille avec Sophie pour aller à un rendez-vous avec Benner, son ex-mari, pour discuter de la pension alimentaire qu'il n'a pas payée,. Après, elle doit aller travailler sur un tournage de nuit pour un film. Deux heures après son départ, Spangler appelle la maison et parle à Sophie ainsi qu'à sa fille ; elle dit à Sophie qu'elle « doit travailler pendant les huit heures de nuit » et qu'elle ne rentrera probablement pas chez elle ce soir-là. À l'époque, la mère de Spangler, Florence, est partie rendre visite à sa famille à Louisville, Kentucky. Le lendemain matin, 8 octobre, Sophie va voir la police et dépose un avis de personne disparue après que Spangler ne soit pas rentrée chez elle.
Bien que Spangler ait dit à sa belle-sœur qu'elle allait travailler sur un plateau de tournage après avoir rencontré Benner, la police vérifie auprès des studios et de la Screen Extras Guild et ne trouve aucun document indiquant qu'elle a travaillé cette nuit-là. Une vendeuse de Farmers Market, une épicerie située à seulement quelques pâtés de maisons de la maison de Spangler, se souvient l'avoir vue dans le magasin vers 18 heures, et note qu'elle « semble attendre quelqu'un ». C'est la dernière fois qu'elle est vue vivante. La police interroge Benner sur sa déclaration à Sophie selon laquelle elle devait le rencontrer à propos de des pensions alimentaires non-payées. Il affirme qu'il n'a pas vu son ancienne femme depuis plusieurs semaines. Sa nouvelle épouse, Lynn Lasky Benner (1924-2019), avec laquelle il n'est marié que depuis un mois, corrobore son histoire.

## Découverte de son sac à main

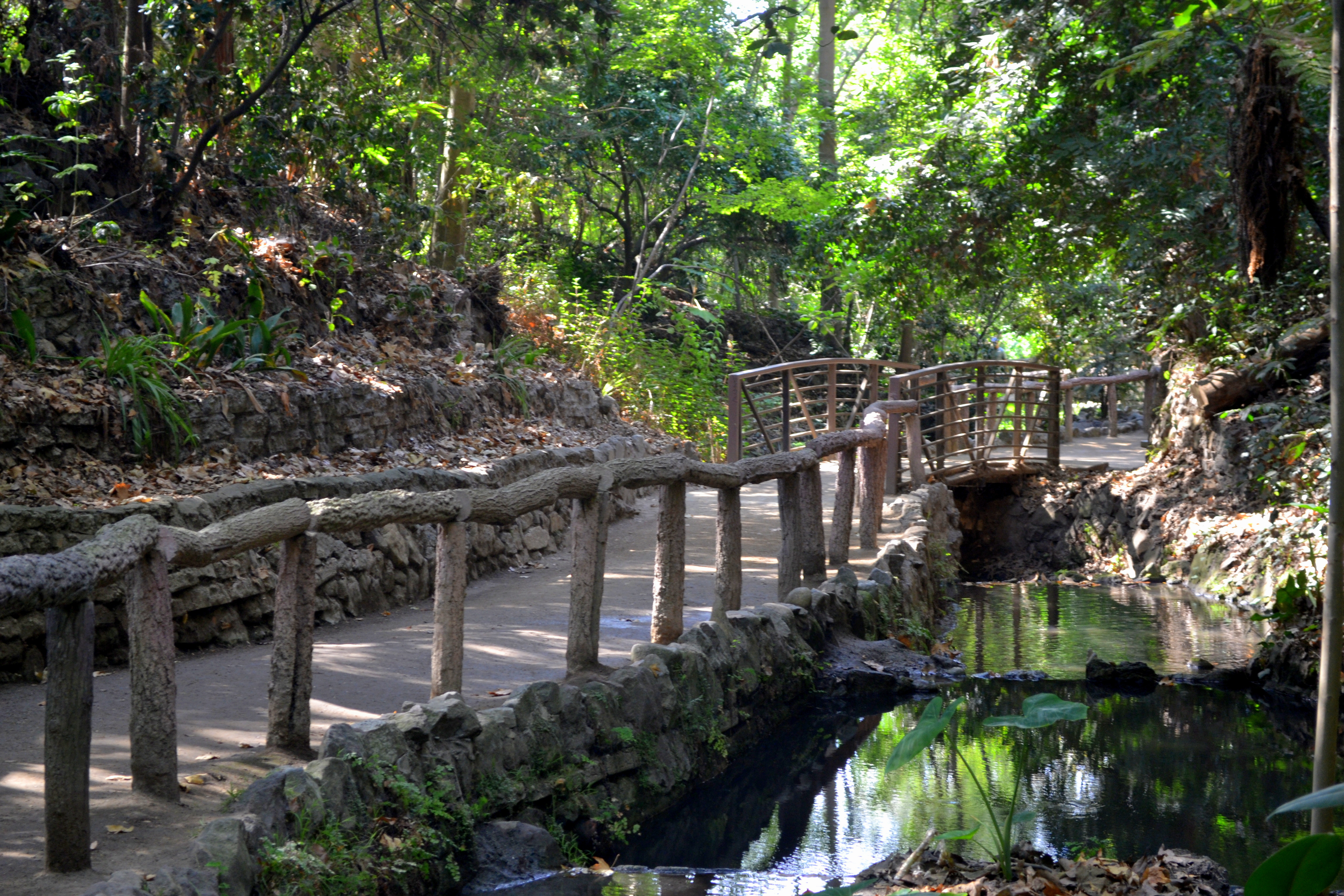
Section Fern Dell du Griffith Park, où le sac à main de Spangler est découvert.

Le 9 octobre 1949, le sac à main de Spangler est trouvé près de l'entrée Fern Dell de Griffith Park à Los Angeles, à environ 9 km de chez elle. Les deux sangles d'un côté du sac à main sont déchirées comme si on le lui avait violemment arraché du bras. Soixante policiers et plus d'une centaine de bénévoles fouillent les 16,62 km2 du parc naturel, mais aucun autre indice n'est trouvé. Il n'y a pas d'argent dans le sac (Sophie dit que Jean Spangler est sortie sans argent ce jour-là), alors la police écarte le vol comme motif. Il y a également une note dans le sac adressée à un « Kirk », qui dit : « Kirk : Je ne peux plus attendre, je vais voir le Dr Scott. Cela fonctionnera mieux de cette façon puisque ma mère est absente, »,,. La note se termine par une virgule.
Ni « Kirk » ni le « Dr. Scott » ne peuvent être localisés, et ni la famille de Spangler ni ses amis ne les connaissent. Lorsque la mère de Spangler, Florence, revient à Los Angeles, elle dit à la police qu'une personne nommée « Kirk » était venue chercher Jean chez elle deux fois mais était restée dans sa voiture et n'était pas entrée. La police interroge tous les médecins portant le nom de famille Scott à Los Angeles, mais aucun d'eux n'a de patiente portant le nom de famille Spangler ou Benner, son nom de femme mariée. Spangler a déjà été en couple avec un homme violent qu'elle appelait « Scotty », mais son avocat dit qu'elle ne l'a pas vu depuis 1945. Griffith Park est fouillé au cours de la semaine suivante par plus de 200 bénévoles et forces de l'ordre. Pendant la fouille, le chien d'un bénévole déterre un uniforme de prison du comté de Los Angeles en denim dans un trou peu profond, mais aucun autre objet de Spangler n'a été trouvé.

## Théories et observations présumées
Au moment de sa disparition, Spangler vient de terminer le tournage d'un petit rôle dans le film La Femme aux chimères avec Kirk Douglas ; cela conduit à la spéculation publique qu'il est le Kirk mentionné dans la note trouvée dans son sac à main. À la découverte du billet, Douglas lui-même appelle la police et nie connaître Spangler,,. Plus tard, interrogé par téléphone par le chef de l'équipe d'enquête, Douglas admet qu'il a « parlé et plaisanté un peu avec elle » sur le tournage, mais qu'il n'a jamais passé de temps avec elle en dehors de la production cinématographique. Le 12 octobre, Douglas fait une déclaration de presse officielle dans laquelle il déclare : « J'ai dit au chef détective Thad Brown que je ne me souvenais pas de la fille ou du nom jusqu'à ce qu'un ami se souvienne que c'était elle qui travaillait comme figurante dans une scène avec moi dans La Femme aux chimères… puis je me suis souvenu qu'elle était une grande fille dans une robe verte. J'ai parlé et plaisanté un peu avec elle sur le tournage… Mais je ne l'ai jamais vue avant ou après et je n'ai jamais été avec elle »
Les copines de Jean Spangler déclarent à la police qu'elle était enceinte de trois mois lors de sa disparition et qu'elle avait parlé d'avortement, ce qui était alors illégal. Des témoins, qui fréquentent les mêmes boîtes de nuit et bars que Spangler, disent à la police qu'ils ont entendu parler d'un ancien étudiant en médecine connu sous le nom de « Doc », qui pratique des avortements pour de l'argent, mais la police ne peut le localiser, ni prouver son existence. La théorie selon laquelle Spangler a disparu dans des circonstances liées à une tentative d'avortement bâclée est étudiée par le service de police de Los Angeles (LAPD). Elle a également dit à son ami, l'acteur Robert Cummings, qu'elle avait une liaison occasionnelle à l'époque, mais n'a pas mentionné l'identité de l'homme. Lorsque Cummings lui a demandé si c'était sérieux, elle a répondu : « Non. Mais je passe le meilleur moment de ma vie »
À l'époque, certains journaux rapportent que Spangler pourrait avoir été l'une des nombreuses victimes féminines d'une série de meurtres à Los Angeles, potentiellement liés au meurtre du Dahlia noir en 1947. Une autre théorie étudiée par la police est que sa disparition est liée à des gangsters de Los Angeles avec lesquels elle était prétendument associée. Selon l'historien Jon Lewis dans son livre Hard-Boiled Hollywood: Crime and Punishment in Postwar Los Angeles, Jean Spangler travaille pendant un certain temps comme danseuse à Florentine Gardens, une boîte de nuit appartenant à Mark Hansen et Nils Granlund (en). Lewis prétend que sa connaissance de Hansen et Granlund « l'a placée dans l'orbite » de divers affiliés de la mafia, dont Anthony Cornero et Mickey Cohen. Elle aurait été vue avec Davy Ogul, un associé de Cohen, à Palm Springs, ainsi qu'à Las Vegas, Nevada avec Ogul et Frank Niccoli, un autre associé de Cohen. Ogul disparaît le 9 octobre 1949, deux jours après Spangler. Cela conduit la police à enquêter sur la possibilité que Spangler et Ogul, qui fait l'objet d'un acte d'accusation pour complot, se soient enfuis pour éviter d'être poursuivis. La police interroge Thomas Ellery Evans, un gangster et connaissance d'Ogul, au cours de son enquête. En avril 1950, la sœur de Spangler, Betsy, témoigne que ni elle ni sa sœur n'a jamais connu Ogul, Cohen ou l'un de ses associés.
En 1950, un agent de El Paso, Texas rapporte avoir vu Ogul et une femme dans un hôtel du coin. Le directeur de l'hôtel identifie Spangler sur une photographie, mais ni le nom d'Ogul, ni celui de Spangler n'apparaissent sur les registres de l'hôtel.

## Conséquences
Peu de temps après la disparition de Jean Spangler, la garde de sa fille et de la fille de Benner, Christine, est temporairement confiée à Benner le 27 octobre 1949. L'année suivante, une bataille pour la garde a lieu entre Benner et Florence, à qui il refuse de rendre visite à Christine. Benner dénonce une ordonnance du tribunal autorisant la mère de Spangler à rendre visite à l'enfant. Quand il est condamné à quinze jours de prison pour outrage au tribunal, il fuit la Californie avec sa fille, s'installant plus tard en Floride.
Le LAPD poursuit les recherches et diffuse la photo de Jean Spangler pendant plusieurs années, sans succès pour la retrouver ou trouver des pistes fiables. La chroniqueuse Louella Parsons offre une récompense de 1 000 $ pour toute information concernant la disparition de Spangler ou l'emplacement de son corps. Malgré une recherche à l'échelle nationale, aucun autre indice ne fait surface. Plusieurs personnes annoncent l'avoir vue dans le Nord et le Sud de la Californie, à Phoenix, en Arizona et même à Mexico durant les deux années suivant sa disparition, mais aucune de ces pistes ne peut être confirmée. Elle figure toujours sur la liste des personnes disparues et le LAPD n'a pas classé l'affaire.

## Dans la culture populaire
L'autrice Megan Abbott s'inspire de la disparition de Jean Spangler dans son roman Absente.

## Filmographie

### Cinéma
- 1948 : Le Miracle des cloches (The Miracle of the Bells) de Irving Pichel : Une femme à l'église
- 1948 : Mummy's Dummies de Edward Bernds (Court-métrage) : Une fille à la mode
- 1948 : When My Baby Smiles at Me de Walter Lang : Une choriste
- 1949 : Chicken Every Sunday de George Seaton : Une danseuse
- 1950 : La Femme aux chimères (Young Man with a Horn) de Michael Curtiz : Une danseuse
- 1950 : La Rue de la gaieté (Wabash Avenue) de Henry Koster : Une showgirl
- 1950 : Champagne for Caesar de Richard Whorf : Une membre dans un studio TV
- 1950 : La Scandaleuse Ingénue (The Pretty Girl) de Henry Levin : La patronne du Nightclub

### Note
1. ↑  Kirk: Can't wait any longer, Going to see Dr. Scott. It will work best this way while mother is away

## Ouvrages cités
- (en) Jon Lewis, Hard-boiled Hollywood : crime and punishment in postwar Los Angeles, Los Angeles, University of California Press, 2017, 248 p. (ISBN 978-0-520-95991-0, lire en ligne)
- (en) Mike Mayo, American Murder : Criminals, Crimes, and the Media, Canton, Michigan, Visible Ink Press, 2008, 448 p. (ISBN 978-1-57859-256-2, lire en ligne)